# Chrysanthrax ceria
Chrysanthrax ceria är en tvåvingeart som först beskrevs av Samuel Wendell Williston  1901.  Chrysanthrax ceria ingår i släktet Chrysanthrax och familjen svävflugor. Inga underarter finns listade i Catalogue of Life.